# Altruismo

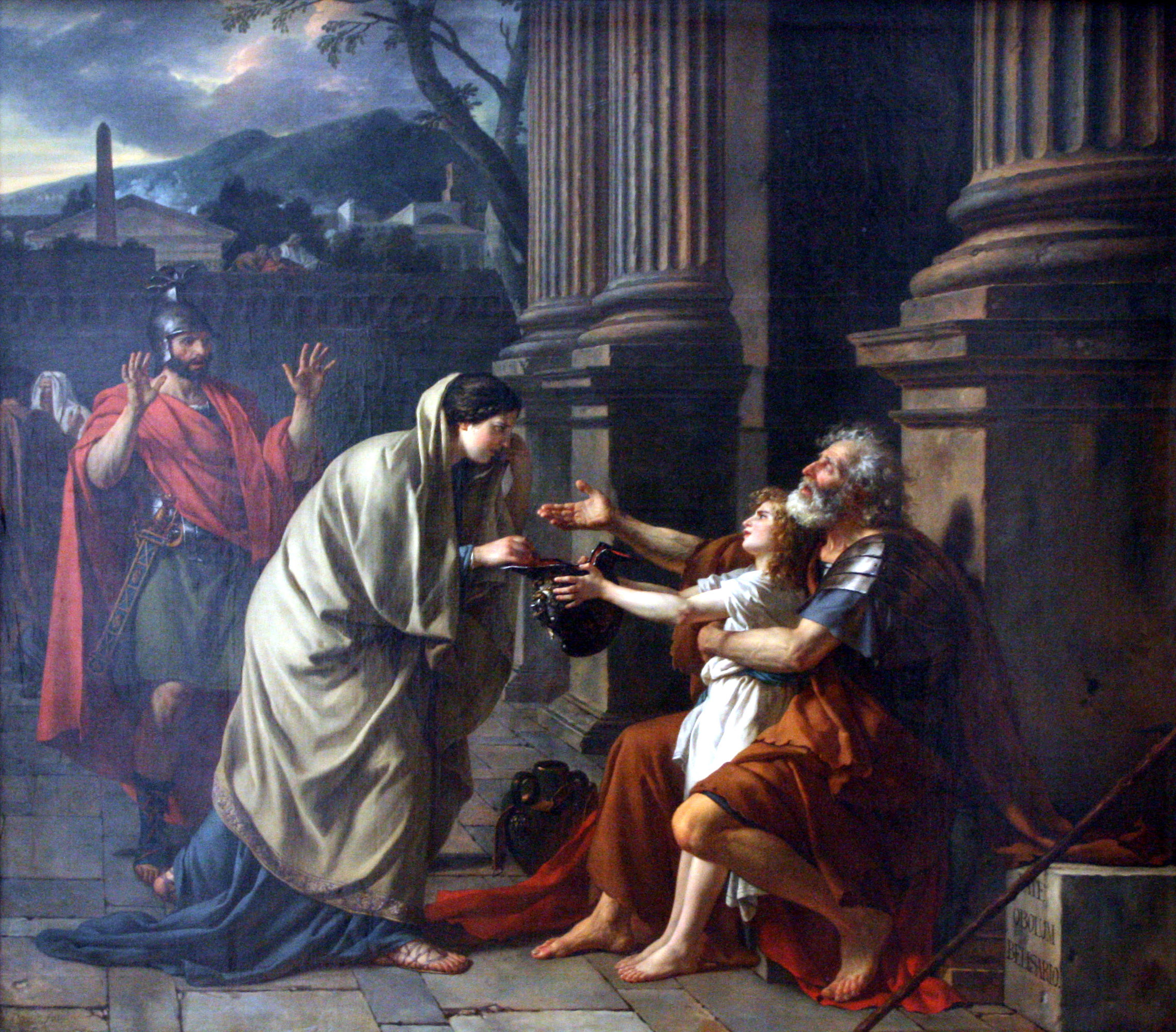
Belisario chiede l'elemosina, dipinto di Jacques-Louis David, 1781, Palais des Beaux-Arts de Lille. In molte culture e religioni dare l'elemosina ai poveri viene considerato un atto di altruismo

Con altruismo (dal latino alter, «altro») si indica l'atteggiamento e il comportamento di chi ha la qualità (morale) di interessarsi al benessere dei propri simili. Questo concetto è applicabile sia nella biologia che nella psicologia, sociologia, antropologia e filosofia. Il concetto opposto è l'egoismo.
In generale con questo termine viene espresso l'interesse dimostrato per il benessere – sia nel senso della sopravvivenza che in quello della qualità della vita – dei membri della propria specie o perfino di altre specie. Normalmente questo viene considerato come una qualità chiaramente positiva, perché migliora indirettamente le proprie possibilità di sopravvivenza e benessere. Se applicata agli umani viene considerata una qualità morale.
L'altruismo può esistere tra pari, in forma di collaborazione per un mutuo vantaggio, ad esempio nella caccia, o può essere gerarchico, prendendo una forma simile al paternalismo, ad esempio genitori che nutrono e crescono i figli.
Spesso però viene considerato vero altruismo solo quello disinteressato, che non si basa sul principio del do ut des ("do affinché sia ricambiato"). Applicato agli umani in contesto morale, viene inteso soprattutto in questo secondo senso. Ad esempio, gli aiuti umanitari sono una forma di altruismo.
Secondo alcuni psicologi e sociologi non esiste un altruismo totalmente disinteressato e gratuito, in quanto un beneficio (non materiale) del donatore potrebbe sempre essere individuato: si pensi alla gratificazione, all'autorealizzazione e all'appagamento del senso di giustizia. In questo senso però l'altruismo adduce un bene sia alla collettività sia al soggetto altruista, a differenza del comportamento puramente egoista che per definizione risulta sempre fine a se stesso.

## Basi biologiche

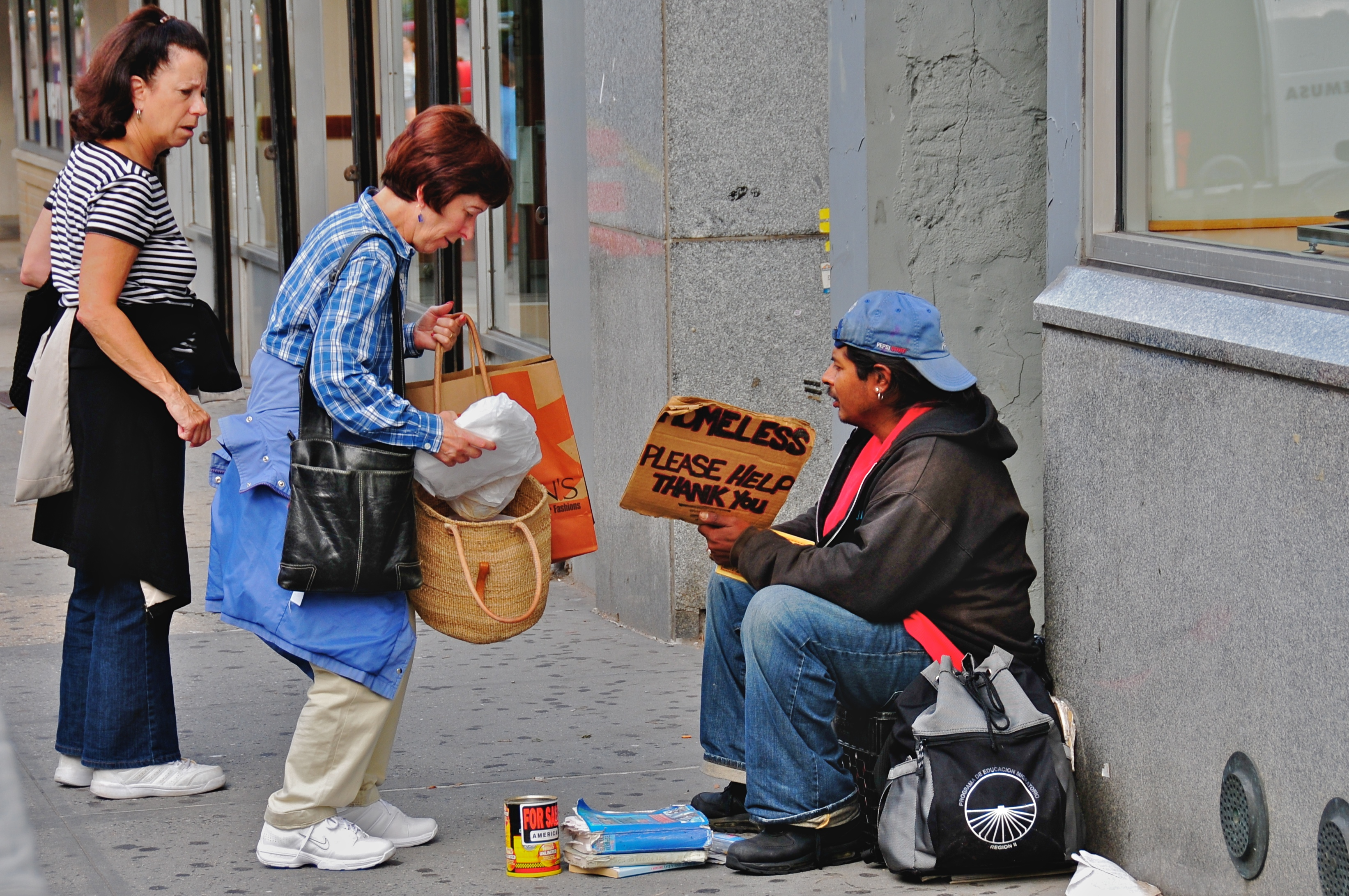
La donna, donando al senzatetto numerosi alimenti, sta compiendo un atto di altruismo.

Comportamenti collaborativi a volte molto complessi che potrebbero essere interpretati come altruistici sono osservabili in molte specie animali, fatto che potrebbe sembrare in contrasto con la teoria evolutiva, basata sul concetto della sopravvivenza dell'individuo più adatto, quindi più portata a premiare strategie egoistiche. 
La moderna biologia evolutiva, individuando nel gene il soggetto di base dell'evoluzione, utilizzando modelli matematici presi dalla teoria dei giochi, e sviluppando concetti come le strategie evolutivamente stabili, ha però messo in luce come i comportamenti apparentemente altruistici che si ritrovano in natura possono sempre essere riconducibili ad una convenienza per la linea genetica dell'individuo.
Ciò può avvenire secondo la cosiddetta selezione parentale scoperta da Ronald Fisher e J. B. S. Haldane e formalizzata rigorosamente da William Donald Hamilton nel 1964, o, nel caso manchi la parentela diretta, secondo il meccanismo dell'altruismo reciproco proposto da Robert Trivers nel 1971. In molti casi peraltro in natura risulta difficile separare questi modelli, probabilmente perché spesso sovrapposti tra loro. L'utilizzo di simulazioni eseguite con i computer o, più recentemente, di robot programmati appositamente per interagire in ambienti controllati, ha fornito ulteriore conferma a queste teorie.
Le teorie basate invece su una presunta selezione di gruppo non riscuotono invece più molto credito nell'ambiente evoluzionistico, in quanto non sono risultate sostenibili con modelli rigorosi.

## Altruismo in filosofia
Auguste Comte, con un pensiero comune a tutta la corrente positivistica, teorizzò che l'altruismo umano è un istinto naturale del tutto simile all'egoismo: mentre quest'ultimo tende infatti alla conservazione del singolo individuo, l'altruismo è fondamentale per la conservazione della specie (il filosofo pone l'esempio dei genitori che possono arrivare a sacrificarsi per proteggere la prole) e persino, nelle forme più evolute, si può dire - sempre con Comte - che l'altruismo abbia giocato un ruolo rilevante nel mantenimento e nello sviluppo sociale del genere umano.